# Mirela Stancu
Mirela Stancu (* 1974 in Călărași) ist eine rumänische Juristin. Sie ist Richterin am Gericht der Europäischen Union.

## Leben und Wirken
Stancu studierte Rechtswissenschaften an der Universität Bukarest, wo sie 1998 ihren Abschluss machte. Anschließend arbeitete sie als Rechtsanwältin in Bukarest, bis sie 2002 als Dozentin für Prozessrecht zurück an die Universität Bukarest kehrte. Von 2004 bis 2009 war sie zudem zusätzlich als Richterin am Gericht des 3. Bezirks Bukarest tätig. Nachdem sie 2009 von der Universität Bukarest promoviert worden war, wechselte sie als Richterin an das Regionalgericht Bukarest. Daneben unterrichtete sie von 2007 bis 2018 am rumänischen nationalen Institut für Richter und Staatsanwälte. 2011 trat sie in den Dienst des Gerichtshofs der Europäischen Union, wo sie bis 2014 als Verwaltungsrätin-Juristin im Kabinett von Richterin Camelia Toader tätig war. 2015 kehrte sie zurück nach Rumänien, wo sie am Obersten Rat für Richter und Staatsanwälte Direktorin für europäische Angelegenheiten, internationale Beziehungen und Programme wurde.
Am 26. September 2019 wurde Stancu zur Richterin am Gericht der Europäischen Union ernannt.